# Erminio Macario

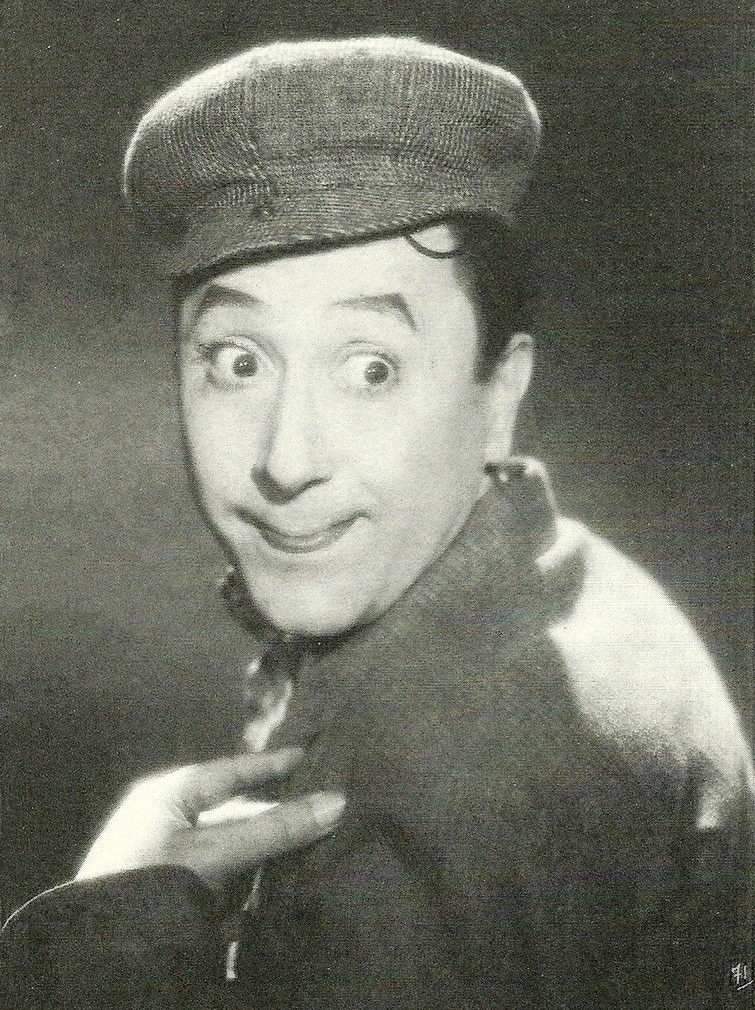
Erminio Macario

Erminio Macario (* 27. Mai 1902 in Turin; † 26. März 1980 ebenda) war ein italienischer Schauspieler und Komiker. Er hatte 1921 sein Debüt in einem Schauspieltheater und unterschrieb 1924 bei Giovanni Molasso seinen ersten Vertrag bei einem Varietéensemble.

## Filmografie (Auswahl)
- 1940: Sabotage auf der Esperanza
- 1948: Wie ich den Krieg verlor
- 1963: Taxifahrer
- 1963: Ein seltsamer Typ
- 1974: Verspielte Nächte und Tage